# Aeroporto Internacional de Norwich
Norwich International Airport (Aeroporto Internacional de Norwich) atua nas cidades de Norwich, bem como as zonas circundantes de Norfolk e Este da Inglaterra .

## História
O Aeroporto de Norwich começou a sua vida nos anos 1939 com o nome de " RAF Horsham St Faith" .

## Transporte
A via principal é a A140, que vai de Cromer até Needham Market.